# Denis Irwin
Denis Joseph Irwin (født 31. oktober 1965 i Cork, Irland) er en tidligere irsk fodboldspiller, der er bedst kendt sit lange og succesfulde ophold i Manchester United, hvor han etablerede sig selv som en af de mest vigtige spillere på Uniteds hold, da de vandt en masse store trofæer i 1990'erne og i starten af 2000'erne.
Han nåede at spille for Irland 56 gange, hvor han scorede fire mål, og han var også på det hold der nåede til anden runde (sidste 16) i VM i fodbold 1994.
Tidligere i hans karriere har han spillet for Leeds United og Oldham Athletic.